# 31 ijunja
31 ijunja (russisk: 31 июня, dansk: 31. juni) er en sovjetisk tv-spillefilm i to dele instrueret af Leonid Kvinikhidze. Filmen er løst baseret på romen The Thirty-first of June: A Tale of True Love af den britiske forfatter John Boynton Priestley. Filmen havde premiere i USSR i 1978. Idéen til filmen blev udtænkt og udviklet af Leonid Kvinikhidze og Aleksandr Zatsepin. 
Filmen blev efter premieren holdt tilbage af de sovjetiske myndigheder i ti år, da en af filmens hovedpersoner, den berømte balletdanser Aleksandr Godunov fra bolsjojballetten, i august 1979 hoppede af og anmodede om politisk asyl i USA.

## Handling
Filmen foregår i både det 12. og det 21. århundrede i England på den fiktive dato "31. juni, månedag".
Meliot, konge af Peradore, leder efter en mand til sin datter, prinsesse Melicent, men hun bliver ved med at afvise alle sine bejlere. En ond troldmand, Malgrim, forsøger at bestikke Melicent med en bejler fra fremtiden i bytte for Merlins magiske broche, som kun kan være effektiv, når den gives videre som en gave. I mellemtiden, engang den 30. juni i begyndelsen af det 21. århundrede, oplever Sam Penty (denne bejler), en hjemmehørende kunstner i et reklamebureau, en kreativ blokering vedrørende et billede af en "strømpepige" til en reklamefilm, som han skal være færdig sidst på dagen. Da Sam ser Melicent i spejlet (som arrangeret af troldmanden), indser Sam, at hun er hans "strømpepige"-muse, og bliver øjeblikkeligt forelsket. Malgrim arrangerer et kort møde mellem Melicent og Sam på Mælkevejen, men bryder det op, da han opdager, at Melicent ikke ville opgive brochen.
Den gode tryllekunstner Marlogram forsøger at hjælpe parret ved at sende Melicent til det 21. århundrede, men Malgrim slår sig sammen med en jaloux tronprætendent, Lady Ninette, for at sabotere planen ved at bringe Sam tilbage til det 12. århundrede og lukke ham inde. Lady Jane, spøgelset fra Peradore-slottet, rejser til det 21. århundrede for at advare Melicent om, at Sam er i fare og bringe hende tilbage. Melicent kæmper sig frem for at befri Sam, men månedagen slutter, og alle sendes tilbage til deres tid. Men Melicent udnytter det eneste ønske, som Merlin selv har givet, opgiver sin prinsessestatus og går med til at glemme alt relateret til Perador, kun for at være sammen med Sam.
Epilogen viser Sam og Melicent, der nu er gift og uden et gran af hukommelse vedrørende filmens begivenheder, tager på rundtur på Peradore-museet. Kuratoren, Malgrim, viser dem voksfigurerne af slottets beboere, fortæller, at "de alle døde for længe siden, ikke af naturlige årsager", og forsøger forgæves at udløse Melicents hukommelse, men konkluderer trist, at "det er et lille museum, og det er kun åbent én dag om året – 31. juni, månedagen”. Kameraet zoomer derefter ind på en voksfigur, formentlig Malgrims, hans ansigt skjult af en mystisk rulle og Merlins broche på brystet.

## Medvirkende
- Natalja Trubnikova som Melicent
- Nikolaj Jeremenko som Sam Penty
- Vladimir Zeldin som Meliot
- Vladimir Etusj som Malgrim
- Ljudmila Vlasova som Lady Ninette
- Aleksandr Godunov som Lamison